# Ахтерпік

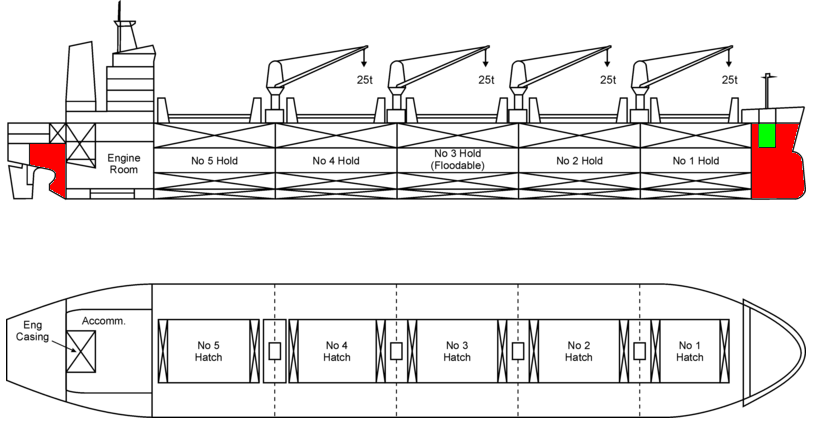
Ахтерпік і форпік (виділено червоним)

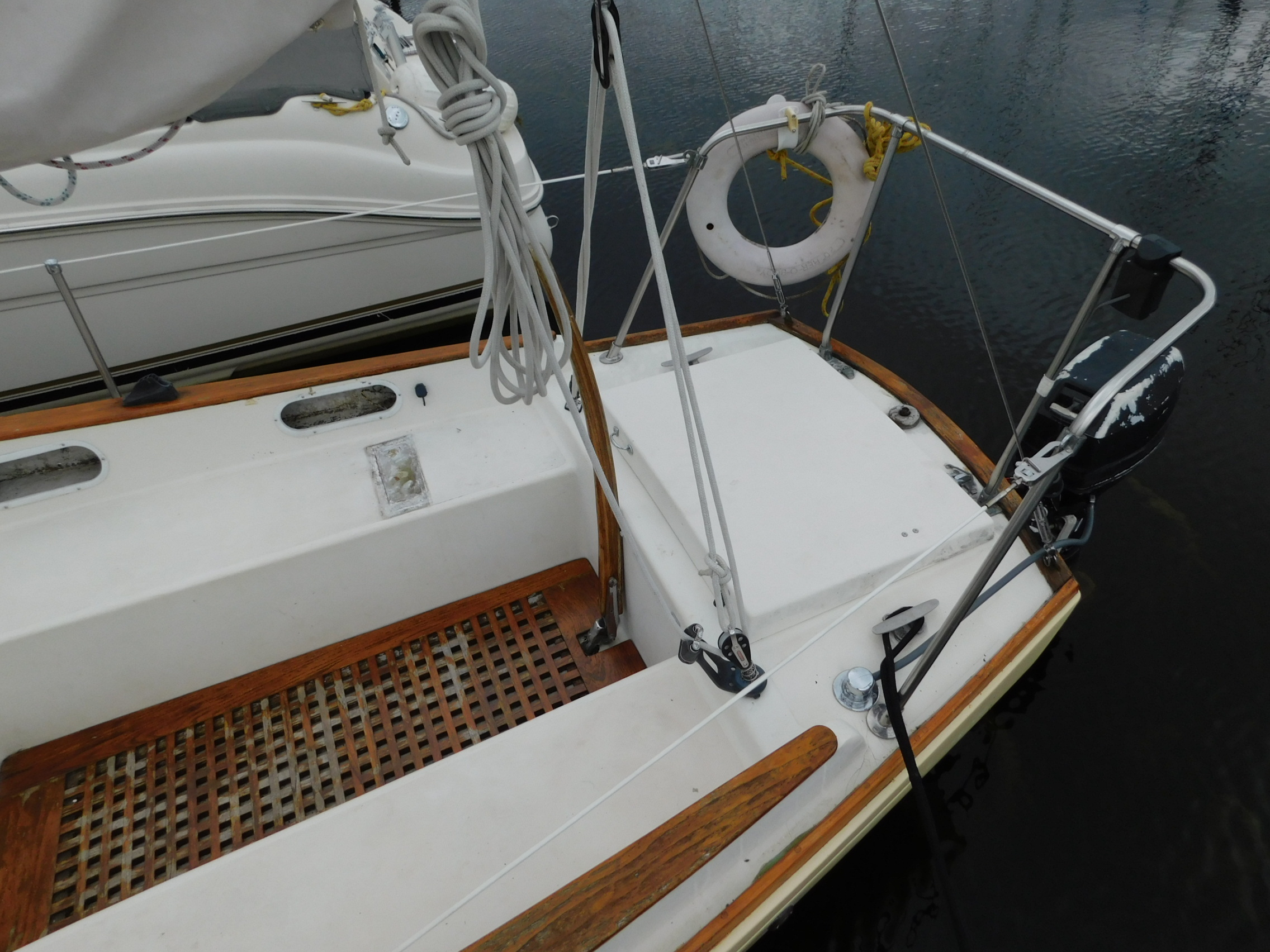
Люк ахтерпіка яхти

Ахтерпік (від нід. achterpiek) — крайній кормовий відсік на цивільних суднах, що закінчується ахтерштевнем. Від інших приміщень відокремлений ахтерпіковою перебіркою. Зазвичай використовується як баластна цистерна і служить для удиферентування судна. У гвинтових суден у нижній частині ахтерпіка проходить дейдвудна труба гребного вала. На невеликих яхтах ахтерпік розміщається за кокпітом і служить комірчиною для зберігання елементів спорядження.